# خوان والي
خوان والي (بالإنجليزية: Joan Whalley)‏ هي لاعبة كرة قدم إنجليزية سابقة كانت تلعب في مركز الوسط.